# Tariat
Tariat (tiếng Mông Cổ: Тариат, vụ mùa) là một sum của tỉnh Arkhangai ở miền trung Mông Cổ. Vào năm 2009 dân số của sum là 5086 người (phần lớn là người Khalkha), 644 người sống ở làng Tariat.

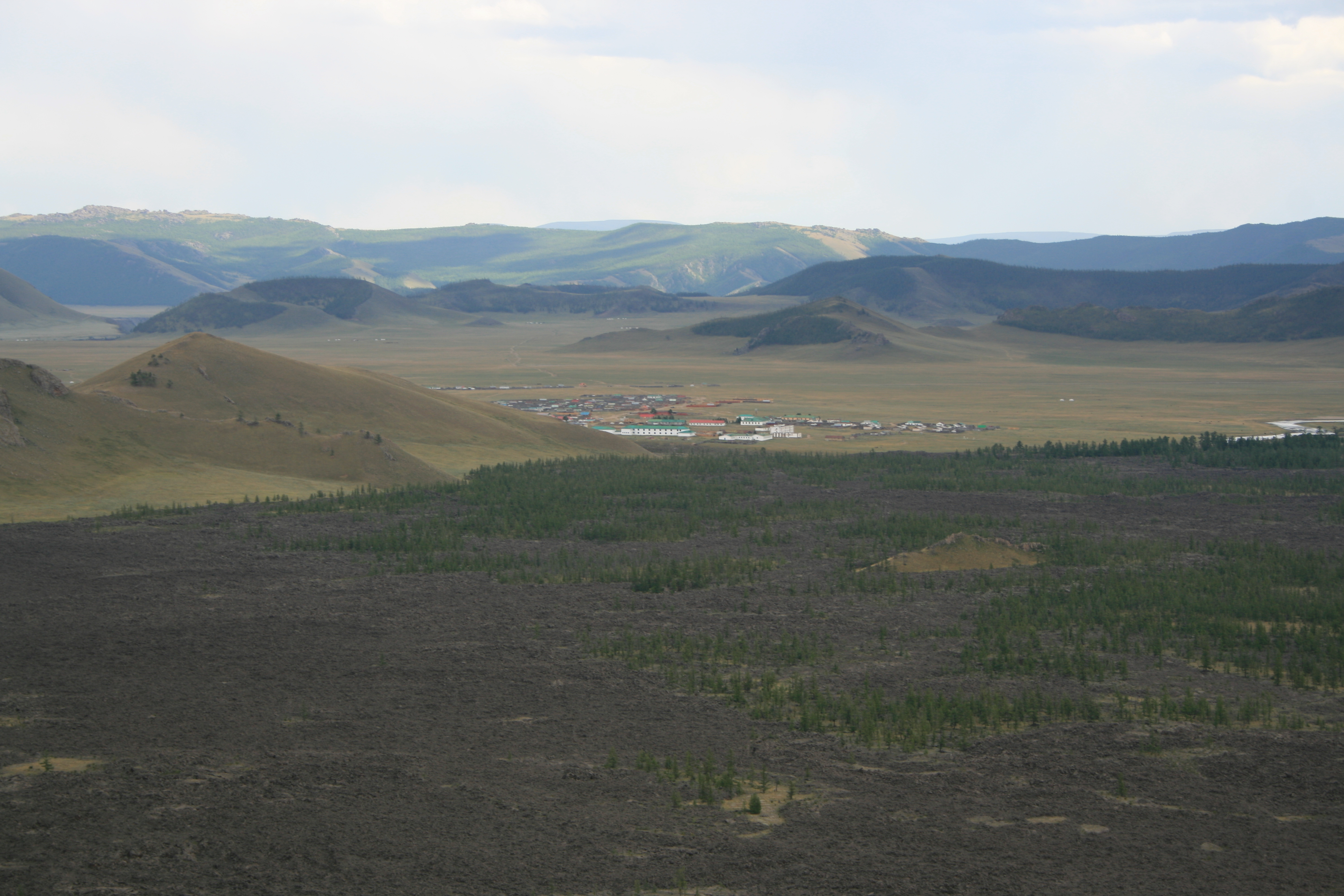
Trung tâm Tariat nhìn từ miệng núi lửa Khorgo.

## Địa lý
Tariat nằm cách thủ phủ tỉnh Arkhangai, Tsetserleg 195 km (121 dặm). Phía tây thị trấn là Công viên Quốc gia Khorgo-Terkhiin Tsagaan Nuur, được biết đến vì núi lửa Khorgo
Dòng sông Chuluut chảy qua sum. Năm 1977 nhà địa chất học Liên Xô Kavel tìm thấy những hình ảnh trên đá ven bờ sông.

## Giáo dục
Chính trị gia thuộc Đảng Dân chủ Xã hội Mông Cổ Radnaasümbereliin Gonchigdorj từng học ở trường học tại Tariat.